# La vendedora de rosas
Foi um filme colombiano de 1998 ganhador de 14 prêmios internacionais. Dirigido por Víctor Gaviria foi baseado no conto A Pequena Vendedora de Fósforos de Hans Christian Andersen.

## Sinopse
A história do filme conta os acontecimentos vividos por Mônica (Lady Tabares) uma menina de 14 anos que vende rosas nas ruas de Medellín na véspera e no dia de Natal. Depois da morte de sua avó, Mônica acaba nas ruas, num mundo cheio de drogas, prostituição e violência. É aí que encontra suas melhores amigas como a pequena Andréa (Mileider Gil) e com as quais vão morar, e também onde conhece Zarco (Giovanni Quiroz) que a persegue após tê-la roubado um relógio.